# Церовиште
Церовиште (болг. Церовище) — село в Болгарии. Находится в Тырговиштской области, входит в общину Омуртаг. Население составляет 748 человек (2022).

## Политическая ситуация
В местном кметстве Церовиште, в состав которого входит Церовиште, должность кмета (старосты) исполняет Муса Мехмедов Дурлёв (Движение за права и свободы (ДПС)) по результатам выборов правления кметства.
Кмет (мэр) общины Омуртаг — Неждет Джевдет Шабан Движение за права и свободы (ДПС)) по результатам выборов в правление общины.